# Cara Quici
Cara Elizabeth Quici (nacida el 30 de mayo de 1985) es una cantante, compositora y actriz estadounidense nacida y criada en Corpus Christi, Texas, que ahora reside en Nueva York y Los Ángeles.

## Primeros años
Quici comenzó cantando himnos en la iglesia a los 4 años de edad. También participaba en musicales escolares y en la banda donde fue primera flautista. La familia de Quici tiene y dirige un negocio de equipamientos de DJ, luces y sonidos para profesionales desde hace más de 30 años en Texas. El padre de Quizi es guitarrista.

## Carrera

### Principios de carrera
De adolescente, Quici firmó con la agencia de modelos y talentos Infinity en Texas. Más tarde, compitió en la Convención  de la Asociación Internacional de Modelaje y Talento (IMTA) en Hollywood, California, y en varias competiciones de la Asociación Universal de Animadoras. En su decimoctavo cumpleaños, se mudó a Nueva York, y más tarde estableció su residencia en Los Ángeles, CA, repartiendo su tiempo entre las dos ciudades.

### 2009-presente

#### Música
Quici dio clases para sus primeras grabaciones profesionales con Oksana Kolesnikova en la Escuela de Música Oksana School e Instituto de Músicos, y con Carol Rogers en Hollywood.
Quici ha escrito más de 30 canciones con productores y escritos de renombre de todos los lugares del país. Su primer sencillo, "Away From You", fue producido por Max Gousse y por el productor de Billboard Hot 100, Fuego. "Away From You (Jump Smokers Remix)" alcanzó el número 27 en las listas dance de Billboard.
Las canciones íneditas de Quici "Adios", "OAI" y "Clone" aparecieron en cuatro episodios de la serie de CMTSouthern Nights.
Su sencillo "Fight", un remake del clásico de Beastie Boys "Fight For Your Right (To Party)", se lanzó en 2013 y estuvo disponible en iTunes en 2014. El vídeo musical, junto a Dennis Rodman, alcanzó más del millón de visitas en las dos primeras semanas del lanzamiento. En febrero/marzo de 2014, Quici fue la artista activa independiente número uno en la radio US TOP 40 durante cuatro semanas consecutivas.
Quici lanza su música a través de su propia marca, QMH Records. A principios de 2015, Quici comenzó a grabar su EP debut.

#### Apariciones en televisión
Quici fue entrevistada en Playboy Morning Show en 2013.
En 2012, Quici apareció en la quinta temporada de The Real Housewives of New York City como la cantante para Aviva Dresher y su marido Reid, en una actuación que Bravo TV llamó "que induce a la vergüenza." También actuó en directo en 2012 en "Watch What Happens Live" de Bravo TV presentado por Andy Cohen en el episodio 22 de la temporada séptima.
En 2009, Quici también apareció en la segunda temporada de Millionaire Matchmaker, de Bravo TV, como la cita de Jimmy D'Ambrosio, a quien dijo que ella era una ciencióloga. Ese mismo año, apareció en el programa de Howard Stern como participante del concurso "Dumb As a Rock" (Más Tonto que una Piedra). También interpretó a una enfermera en dos episodios de Scrubs en 2009.

### Cobertura de prensa
Quici ha salido en Maxim, Esquire, y FHM.

## Discografía

### Sencillos
| Título                                           | Año  |
| ------------------------------------------------ | ---- |
| Away From You                                    | 2010 |
| Away From You (Jump Smokers Remix)               | 2010 |
| Away From You (Jump Smokers Extended Club Remix) | 2010 |
| Away From You (Manuel Tilca Remix)               | 2010 |
| As We Live                                       | 2011 |
| Without You                                      | 2011 |
| Bad Girl                                         | 2011 |
| Fall                                             | 2011 |
| Bass                                             | 2012 |
| Do It Now                                        | 2012 |
| Fight                                            | 2014 |